# 바르트워미에이 본크
바르트워미에이 보이치에흐 본크(폴란드어: Bartłomiej Wojciech Bonk, 1984년 10월 11일~)는 폴란드의 역도 선수이다. 2012년 하계 올림픽에서 남자 역도 헤비급 은메달을 획득했으며 세계 선수권 대회에서 동메달 1개, 유럽 선수권 대회에서 금메달 1개, 동메달 1개를 획득했다.